# 痛ましの恋
『痛ましの恋』(Cruel, Cruel Love) は、1914年公開の短編サイレント映画。キーストン社による製作で、監督はジョージ・ニコルズ。1971年に映画研究家ウノ・アスプランドが制定したチャールズ・チャップリンのフィルモグラフィーの整理システムに基づけば、チャップリンの映画出演8作目にあたる。
日本語題名は、ほかに『恋のしごき』がある。

## あらすじ
ヘルパス卿（チャップリン）は娘（ミンタ・ダーフィ）に求愛するが、冷たく断られて失恋する。悲観したヘルパス卿は水をあおるが、水を毒と信じていたためありもしない断末魔の苦しみを味わうこととなる。

## 作品
チャップリンがいわゆる「チャーリー」ではない役柄を演じた作品の一つで、全体的な構成はメロドラマのパロディとなっている。ノンフィクション作家で映画史家のテッド・オクダは、偽物の毒物の設定が1947年の『殺人狂時代』に応用されているとし、ヘルパス卿のキャラクターそのものも『殺人狂時代』の主人公アンリ・ヴェルドゥーの若いころのようだと述べている。
なお、この作品のオリジナルの上映時間は16分であるが、現存するのは約9分のみである。一時は失われた作品の一つと考えられていた。

## キャスト
- ヘルパス卿：チャールズ・チャップリン
- ヘルパス卿の執事：エドガー・ケネディ（英語版）
- 娘：ミンタ・ダーフィ
- メイド：エヴァ・ネルソン
- 医者：グレン・キャヴェンダー